# Кустодия, Мануэль
Алешандре Мануэл Карвалью да Куштодия (порт. Alexandre Manuel Carvalho da Custódia), более известный под именем Мануэл Куштодия (порт. Manuel Custódia; род. 3 октября 2001, Лиссабон, Португалия) — португальский актёр кино и телевидения, прославившийся в российском фильме «Америка».

## Биография
Кустодия снялся в фильме «Америка» (2010), дебютировав в международном кино с главной ролью, сыграв сына Чулпан Хаматовой, и стал наиболее известен на национальном уровне благодаря своей роли в фильме «Бельмонте», номинированному на международную премию «Эмми» Международной академией телевизионных искусств и наук. Благодаря своему быстрому взлёту, Мануэл считался одним из самых многообещающих актёров в Европе в 2000-х годах. В 2016 году он решил уйти на бессрочный перерыв.

## Личная жизнь
В период с 2020 по 2022 год он распространял дезинформацию о COVID-19 в социальных сетях, в частности, выступая против вакцинации детей.
В 2021 году он отстоял позицию Даутцен Крус в отказе от вакцинации и оспорил решение Instagram о блокировке аккаунта нескольких моделей, в том числе Джейсона Моргана.

## Фильмография
| Год  |   | Русское название   | Оригинальное название | Роль                   |
| ---- | - | ------------------ | --------------------- | ---------------------- |
| 2002 | ф | Дикий ангел        | Anjo Selvagem         | Сын Лины               |
| 2002 | ф | Рассвет            | Amanhecer             | Pedro Santos Guimarães |
| 2008 | ф | Клубника с сахаром | Morangos com Açúcar   | Тьяго Мендонса         |
| 2010 | ф | Америка            | América               | Мауро                  |
| 2013 | ф | Бельмонте          | Belmonte              | Иво Крафт              |
| 2015 | ф | Наши дни           | Os Nossos Dias        | Ясон                   |